# Carex bitchuensis
Carex bitchuensis là một loài thực vật có hoa trong họ Cói. Loài này được T.Hoshino & H.Ikeda mô tả khoa học đầu tiên năm 2003.